# 闘魂倶楽部
『闘魂倶楽部』（とうこんくらぶ）は、1992年7月24日にジャレコから発売されたファミリーコンピュータ用プロレスゲーム。

## 概要
8人いるレスラーから一人を選び、7人を倒すとエンディングになる。その途中試合に勝つと攻撃力、スタミナ、スピードの3つに分かれているステータスにポイントを振り分け能力をアップさせる（対戦ではポイントを試合前に振り分ける）。
技を掛け合い、画面下のゲージが満タンになると、必殺技を掛けることができる。
試合は場外で始まり乱闘をするか素直にリングに上がる所からとなり、技をかけようとすると90度角度が回転し視点が変わる。

## 登場レスラー
※括弧内はモデルとなったレスラー
- 炎の闘将 - アントン・井上（アントニオ猪木）
- 戦う木像 - グレート・正平（ジャイアント馬場）
- 鋼鉄の超人 - アイアン・リップス（ハルク・ホーガン）
- 褐色の悪魔 - アブラハム ザ・ブラッティー（アブドーラ・ザ・ブッチャー）
- 暗黒の狂戦士 - ブラック・バーバリアン（アニマル・ウォリアー）
- リングの芸術家 - ジェネラル・ゲゲーベン（元ネタ不明） - スペイン出身の闘牛士レスラーで華麗なファイトを心がけているという触れ込み。
- マットの鷲 - ドル・マスカラド（ミル・マスカラス、ドス・カラス）
- 戦う四千年の歴史 - リー・ハンタオ（キラー・カーン）

## スタッフ
- プログラム：廣田公男
- デザイン：もりもとゆきお
- グラフィック：たきのあつみ、やまだけんいち
- 音楽：水谷郁
- アシスト：いのうえいさお、たかおかしゅうや
- アドバイス：カチサトもりた、サイバスターほし
- デバッガー：NIKININ、新田真一
- コーディネーター：面谷知志
- スペシャル・サンクス：かなやもりゆき、みやもとしんや

## 評価
ゲーム誌『ファミコン通信』の「クロスレビュー」では、6・7・5・5の合計23点（満40点）、『ファミリーコンピュータMagazine』の読者投票による「ゲーム通信簿」での評価は以下の通りとなっており、18.9点（満30点）となっている。
| 項目 | キャラクタ | 音楽 | お買得度 | 操作性 | 熱中度 | オリジナリティ | 総合 |
| 得点 | 3.3        | 2.9  | 3.1      | 3.3    | 3.2    | 3.0            | 18.9 |